# تقویت‌کننده با بهره برنامه‌پذیر

تقویت‌کننده با بهره برنامه‌پذیر دیجیتالی کنترل‌شده LTC6910

یک تقویت‌کننده با بهره برنامه‌پذیر (به انگلیسی: programmable-gain amplifier) (اختصاری پی‌جی‌ای) (PGA) یک تقویت‌کننده الکترونیکی است (معمولاً مبتنی‌بر تقویت‌کننده عملیاتی) که بهره آن را می‌توان توسط سیگنال‌های دیجیتال یا آنالوگ خارجی کنترل کرد.
بهره را می‌توان از کمتر از ۱ تا بیش از ۱۰۰ تنظیم کرد. مثال‌هایی برای سیگنال‌های دیجیتال خارجی می‌تواند اس‌پی‌آی، آی۲سی باشد، در حالی که جدیدترین پی‌جی‌ای‌ها را می‌توان برای اصلاح‌سازی ولتاژ افست و همچنین فیلترهای خروجی فعال برنامه‌ریزی کرد. از کاربردهای عمومی این محصولات می‌توان به کنترل موتور، آماده‌سازی سیگنال و حسگر اشاره کرد.